# Montrouziera cauliflora
Espèce
Classification APG III (2009)
Statut de conservation UICN

 VU B1+2c : Vulnérable
Le houp (Montrouziera cauliflora) est une espèce de plantes à fleurs de la famille des Clusiaceae. C'est un arbre endémique de la Nouvelle-Calédonie, se retrouvant sur la totalité de son territoire, dans un milieu de forêt dense sempervirente humide de basse ou moyenne altitude (entre 200 et 1 100 m d'altitude), sur tous types de sol.

## Description

### Aspect général
Disposant d'un fût droit, légèrement conique, sans contreforts mais avec un léger empattement, il peut atteindre 30 m de haut et 3 m de diamètre (les plus gros étant souvent creux), avec des branches insérées horizontalement.

### Fruits
Il offre des fruits non comestibles.

### Écorce
Il exsude une résine jaune, épaisse et collante, sans odeur particulière. L'écorce est gris sombre, voire rougeâtre pour les individus en forêt très dense, et crevassée assez profondément dans le sens vertical.

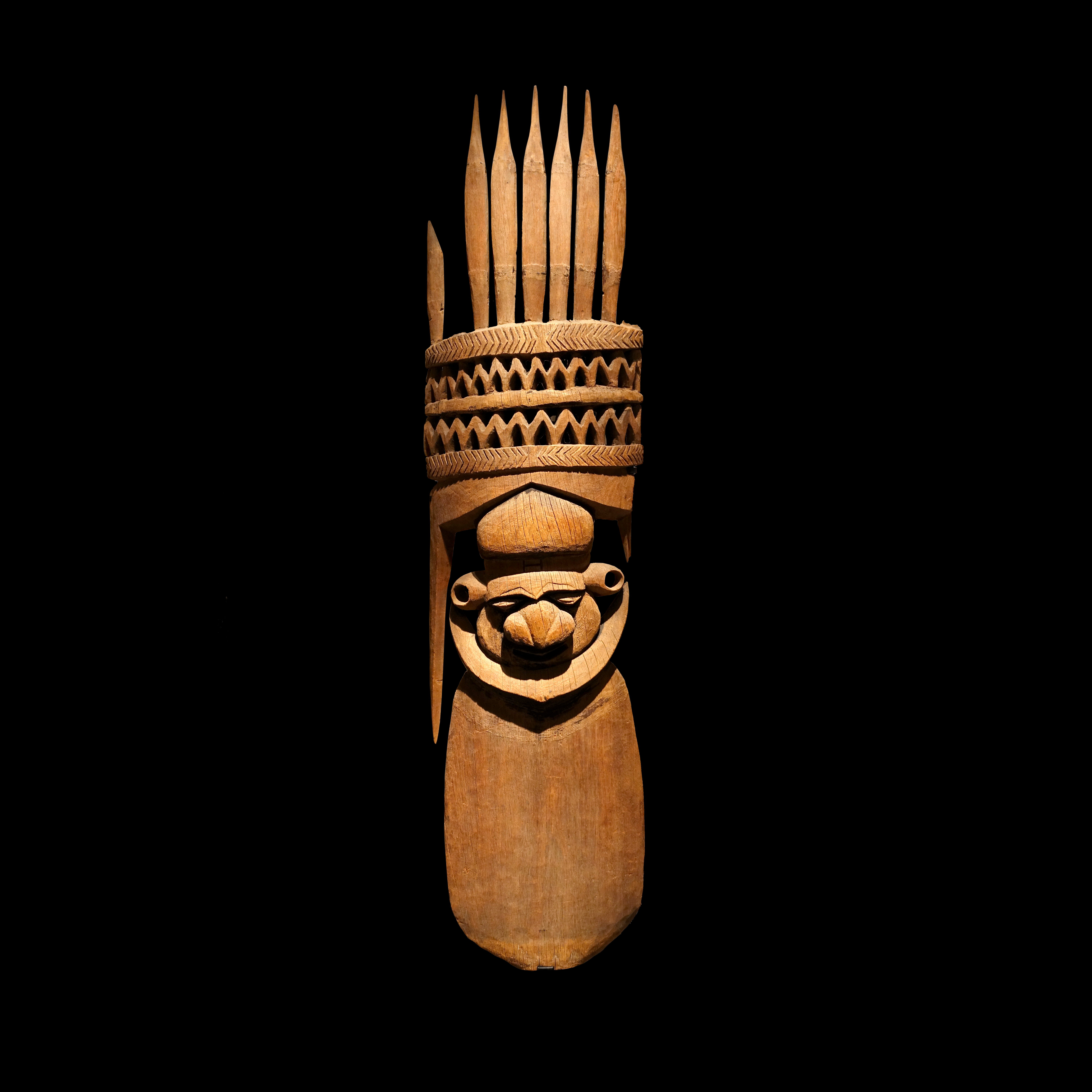
Sculpture kanak en bois de Montrouziera cauliflora

## Utilisations
Ayant une valeur symbolique et sacrée très forte pour les Kanak qui le considèrent à l'origine des clans, son bois est utilisé pour fabriquer les éléments sculptés principaux des cases traditionnelles (flèche faîtière, poteau central et poteaux de tour de case, chambranles d'entrée, linteau).

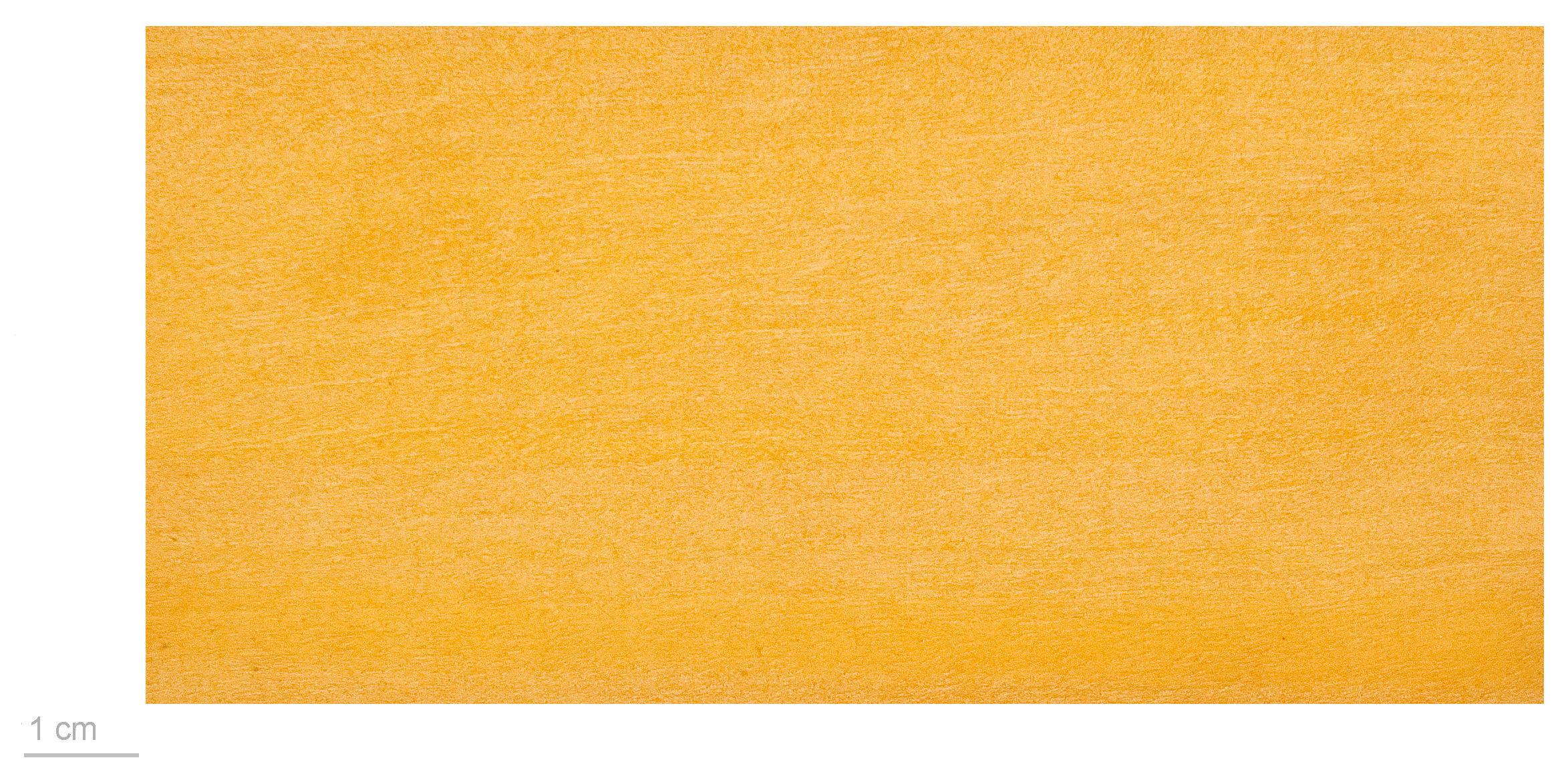
Le bois de cette espèce est de couleur jaune.

De croissance très lente, son bois est en outre imputrescible. Sa grande qualité fait que certains Kanak ont été surpris, voire indignés, de l'introduction du pin caraïbe (Pinus caribaea) en Nouvelle-Calédonie dans les années 1970, une espèce devenue en outre envahissante dans plusieurs zones du territoire.

## Appellations
Il est appelé houp en français, po en drehu (langue de Lifou, hou en paicî, oro en ajië ou encore xhup en bwatoo (dialecte de la région de Koné) notamment.